# Григораш, Игорь Васильевич
Игорь Васильевич Григораш (род. 18 августа 1959) — советский украинский легкоатлет, специалист по метанию молота. Выступал на всесоюзном уровне в 1980-х годах, чемпион СССР, многократный призёр первенств всесоюзного и республиканского значения, участник Всемирной Универсиады в Кобе. Представлял Ивано-Франковск, спортивные общества «Авангард» и «Труд».

## Биография
Игорь Григораш родился 18 августа 1959 года. Занимался лёгкой атлетикой в Ивано-Франковске, выступал за Украинскую ССР, добровольные спортивные общества «Авангард» и «Труд».
Впервые заявил о себе в метании молота в сезоне 1978 года, когда с результатом 69,85 одержал победу на соревнованиях в Черновцах.
В 1983 году победил на соревнованиях в Алуште и Ровно, занял девятое место на всесоюзном турнире в Москве.
В 1984 году превзошёл всех соперников на соревнованиях в Киеве, установив при этом свой личный рекорд — 81,20 метра (седьмой результат мирового сезона). На чемпионате СССР в Донецке завоевал серебряную награду, уступив только ленинградцу Игорю Никулину.
В 1985 году выиграл легкоатлетический турнир в Кривом Роге, показав 13-й результат мирового сезона — 79,26 метра. На чемпионате СССР в Ленинграде превзошёл всех соперников и завоевал золото. Будучи студентом, представлял Советский Союз на Всемирной Универсиаде в Кобе — в программе метания молота показал результат 72,38 метра, расположившись в итоговом протоколе соревнований на четвёртой строке.
В 1986 году взял бронзу на всесоюзных соревнованиях в Краснодаре, получил серебро в Днепропетровске. На чемпионате СССР в Киеве с результатом 76,56 стал бронзовым призёром.
В 1987 году выиграл турниры в Ялте и Тернополе, был четвёртым на всесоюзных соревнованиях в Таллине, занял шестое место на чемпионате СССР в Брянске.